# Ippodromo del trotto di San Siro
Ippodromo del trotto di San Siro var en travbana utanför Milano i provinsen Milano i Italien. Den öppnades 1925 och stängdes 2015. Vid stängningen flyttades banans lopp till Ippodromo La Maura.

## Om banan
Ippodromo del trotto di San Siro öppnades 1925 och anläggningen hade en total yta på 97 000 kvadratmeter. Den var en av Italiens största travbanor och arrangerade ett flertal Grupp 1-lopp. Huvudbanan var 1000 meter lång.

### Ekonomiska bekymmer
På grund av ekonomiska svårigheter då spelet på travsport minskat, beslutades det 2013 att stänga banan. Även flera andra travbanor i Italien hotades av nedläggningar. Banan stängdes vid årsskiftet 2015, och till en början tog travbanan i Turin över San Siros planerade tävlingar. Senare flyttades banans lopp till Ippodromo La Maura.

## Större lopp
Under banans verksamma år arrangerades ett flertal Grupp 1-lopp. De största loppen var Gran Premio Nazionale (3-åriga), Gran Premio Orsi Mangelli (3-åriga), Gran Criterium (2-åriga), Gran Premio delle Nazioni (4-åriga och äldre) och Gran Premio d'Europa (4-åriga).